# Jon Arnesson
Jon Arnesson (1025 – 1095) fue un caudillo vikingo de Bjarkøy, Noruega. Hijo de Arne Arnesson (n. 1002), y de Gertjrud Erlingsdatter (n. 1006), hija del rey rugio Erling Skjalgsson. Era nieto de Arne Arnmodsson.

## Herencia
Jon casó con Rannveig Sigurdsdatter (n. 1030), hija de Sigurd Toresson Hund de Bjarkøy, un hijo del influyente Thorir Hund, férreo opositor al gobierno absolutista de Olaf II el Santo. Fruto de esa relación nacieron cinco hijos:
- Jarthrud Jonsson (n. 1052)
- Thora Jonsdatter (n. 1054), que fue amante del rey noruego Olaf III de Noruega,[7] y fueron padres de Magnus III de Noruega.
- Erling Jonsson (n. 1056).
- Sigurd hund Jonsson (el Perro, n. 1058).[3]
- Vidkun de Bjarkøy